# Chrisman Lillie
Chrisman Lillie (Lillie af Greger Mattssons ätt), död före 1655, var en svensk adelsman och häradshövding.

## Biografi
Lillie var son till ståthållaren Peder Knutsson Lillie och Carin Kijl. Han blev 1625 för ätten Lillie introducerad som nummer 6. Lillie blev 17 mars 1638 assessor i Göta hovrätt. Vid riksdagen 1635 tog han strid mot att Johan Lillie af Aspenäs skulle bära namnet Lillie. Han var häradshövding i Ale härad, Flundre härad och Väne härad. Lillie avled före 1655 och begravdes i Björnlunda kyrka.

### Egendom
Lillie ägde gårdarna Kleva i Björnlunda socken och Sävsere i Öxabäcks socken.

### Familj
Lillie gifte sig första gången med Alfrid Kruse af Elghammar. Hon var dotter till lagmannen Måns Kruse af Elghammar och Brita Hansdotter Hord. De fick tillsammans barnen studenten Måns Lillie (1623–1637) vid Uppsala universitet, överstelöjtnanten Per Lillie (1624–1686) vid Artilleriregementet och överstelöjtnanten Christer Lillie (1625–1673) vid Sinclairs rytteriregemente.
Lillie gifte sig andra gången med Anna Lilliehöök af Fårdala (1595–1667). Hon var dotter till riksrådet Nils Andersson Lilliehöök och Brita Hand. De fick tillsammans dottern Brita Lillie (död 1664) som var gift med landshövdingen Johan Hård af Segerstad.